# Neuwied-Innenstadt
Neuwied-Innenstadt ist der bevölkerungsreichste der 14 Ortsbezirke der Stadt Neuwied im gleichnamigen Landkreis in Rheinland-Pfalz. Als einer der beiden Teile der „alten Stadt Neuwied“ umfasst er die ursprüngliche Stadt Neuwied vor der Eingemeindung von Heddesdorf im Jahr 1904. Der Ortsbezirk wurde Mitte 2024 gebildet.

## Geographie
Die Neuwieder Innenstadt liegt am rechten Ufer des Rheins südlich der Mündung des Flusses Wied in den Strom. Das Gebiet der Innenstadt ist Teil eines alten Nebenarms des Rheins, der wegen früherer Hochwasserereignisse seit 1931 durch einen Deich abgesperrt ist.
An die Innenstadt grenzen die Neuwieder Ortsbezirke Irlich im Nordwesten, Heddesdorf im Norden, Block im Nordosten und Engers im Osten. Jenseits des Rheins liegen linksrheinisch die Ortsgemeinde Urmitz sowie die Städte Mülheim-Kärlich, Weißenthurm und Andernach, die alle dem Landkreis Mayen-Koblenz angehören.

## Geschichte
Bei der Einrichtung von Ortsbeiräten in den Neuwieder Stadtteilen im Jahr 2001 wurde das „alte Neuwied“ zunächst nicht berücksichtigt. Im Dezember 2023 entschied der Stadtrat mehrheitlich, auch für die Innenstadt und Heddesdorf Ortsbeiräte einzurichten. Dies wurde im Folgejahr umgesetzt, bei den Kommunalwahlen am 9. Juni 2024 wurden erstmals ein Ortsbeirat und ein Ortsvorsteher gewählt. Die Bildung des neuen Ortsbezirks trat mit Ende der Wahlzeit des Neuwieder Stadtrates der Wahlperiode 2019–2024 in Kraft.

## Politik

### Ortsbeirat
Der 2024 neu geschaffene Ortsbeirat der Innenstadt besteht aus 14 Ratsmitgliedern, die bei der Kommunalwahl am 9. Juni 2024 in einer personalisierten Verhältniswahl gewählt wurden, und dem ehrenamtlichen Ortsvorsteher als Vorsitzendem.
Die Sitzverteilung im Ortsbeirat:
| Wahl | SPD | CDU | FWG a | Ich tu’s b | Gesamt   |
| ---- | --- | --- | ----- | ---------- | -------- |
| 2024 | 5   | 4   | 2     | 3          | 14 Sitze |

### Ortsvorsteher
Martin Monzen (CDU) wurde am 28. August 2024 erster Ortsvorsteher der Innenstadt. Bei der Stichwahl am 23. Juni 2024 hatte er sich mit einem Stimmenanteil von 54,6 % gegen den als Einzelbewerber angetretenen Michael Mang durchgesetzt, nachdem bei der Direktwahl am 9. Juni 2024 keiner der ursprünglich drei Bewerber eine ausreichende Mehrheit erreicht hatte.

## Verkehr
In Neuwied kreuzen sich die Bundesstraßen 42 und 256. Die B 256 führt auf der Raiffeisenbrücke über den Rhein.
Der Stadtteil verfügt über einen Bahnhof an der rechten Rheinstrecke Köln – Wiesbaden.